# Salinoctomys loschalchalerosorum
La rata vizcacha chalchalera (Salinoctomys loschalchalerosorum), denominada comúnmente también rata de Los Chalchaleros, es un roedor que representa la única especie del género Salinoctomys de la familia Octodontidae. Habita en el Cono Sur de Sudamérica.

## Taxonomía
Esta especie fue descrita originalmente en el año 2000 por los zoólogos Michael A. Mares, Janet K. Braun, Rubén M. Barquez y Mónica M. Díaz.
Etimología
El término específico loschalchalerosorum refiere a quienes fue dedicada esta especie, el conjunto salteño de música folclórica: "Los Chalchaleros".

## Distribución geográfica
Este roedor se distribuye en la provincia de La Rioja, noroeste de la Argentina. La localidad tipo es 26 km al sudoeste de Quimilo, departamento Chamical. Habita en derredor de las Salinas Grandes.

## Conservación
Según la organización internacional dedicada a la conservación de los recursos naturales Unión Internacional para la Conservación de la Naturaleza (IUCN), al tener una distribución en extremo pequeña (menor a 1000 hectáreas), no vivir en áreas protegidas, y presentar una continua disminución en la calidad de su hábitat, la clasificó como una especie “en peligro crítico de extinción” en su obra: Lista Roja de Especies Amenazadas.